# Adeline Miller
Adeline Miller, född 1777, död 1859, var en amerikansk bordellägare.  Hon var New Yorks kanske mest framträdande bordellmadam under trettio år. Hon var en berömdhet i sin samtid och figurerade i turisthandböcker och omnämns i dagböcker och brev. 

## Biografi
Adeline Miller ska ha varit aktiv inom sitt yrke från slutet av 1810-talet: det är bekräftat att hon år 1821 drev en bordell på Church Street i New York och ägde en förmögenhet. 
Hon drev även bordeller på Duane, Elm, Orange och Reade streets, och ägde ytterligare en bordell på Cross Street, som hon inte skötte själv. Hon var förmögen och ägde ett flertal privatbostäder: år 1855 ägde hon en bostad Church Street med lösöre värd $5,000. Berättelser cirkulerade om henne, och hon påstods till exempel ta en hyra på $14 i veckan av sina prostituerade. I pressen föreslogs hon och hennes främsta rival Phoebe Doty en gång hyra Park Theatre och ta inträde för att berätta historier från sina respektive karriärer. Under 1840-talet blev hon alltmer föremål för negativ publicitet. 
Hon hade flera barn, som alla skaffade sig andra yrken: hon var bland annat mor till skådespelaren Louisa Missouri Miller. 